# Barwy dźwięków
Barwy dźwięków (jap. きみの色 Kimi no iro) – japoński film animowany z 2024 roku, wyreżyserowany przez Naoko Yamadę i wyprodukowany przez studio Science Saru. Premiera w japońskich kinach odbyła się 30 sierpnia 2024.

## Fabuła
Uczennica liceum, Totsuko, ma zdolność widzenia ludzi jako kolory i jest szczególnie zafascynowana barwą, którą dostrzega u swojej koleżanki z klasy, Kimi. Po tym, jak podąża za nią do antykwariatu, Totsuko przypadkowo sugeruje, że potrafi grać na pianinie, co sprawia, że zakłada zespół wraz z Kimi, która gra na gitarze, oraz Ruiem, chłopakiem zbierającym sprzęt muzyczny i grającym na thereminie. Przyjaźń trójki rozwija się, gdy wspólnie tworzą muzykę i stawiają czoła problemom w ich życiu rodzinnym.

## Obsada
| Postać            | Seiyū           |
| ----------------- | --------------- |
| Kimi Sakunaga     | Akari Takaishi  |
| Totsuko Higurashi | Sayu Suzukawa   |
| Rui Kagehira      | Taisei Kido     |
| Sister Hiyoshiko  | Yui Aragaki     |
| Saku Momochi      | Yasuko          |
| Shiho Nanakubo    | Aoi Yūki        |
| Sumika Yatsushika | Minako Kotobuki |
| Shino Sakunaga    | Keiko Toda      |

## Produkcja i wydanie
W listopadzie 2022 Naoko Yamada oświadczyła w wywiadzie dla Anime News Network, że pracuje nad filmem wraz ze studiem Science Saru. W grudniu ogłoszono tytuł produkcji, a także że Reiko Yoshida napisze scenariusz, a Kensuke Ushio skomponuje muzykę.
Film pierwotnie miał trafić do japońskich kin w czwartym kwartale 2023 roku. W sierpniu 2023 Tōhō ogłosiło, że premiera zostanie opóźniona do 2024 roku. Ostatecznie film zadebiutował na Międzynarodowym Festiwalu Filmów Animowanych w Annecy w czerwcu 2024, a do japońskich kin trafił 30 sierpnia 2024.
W Polsce film został zaprezentowany na festiwalu Młode Horyzonty 2024, gdzie pierwszy pokaz miał miejsce 28 września 2024. Był również wyświetlany podczas 42. edycji festiwalu Ale Kino!.

## Manga
Na podstawie filmu powstała manga autorstwa Sanami Suzuki, która ukazuje się w witrynie Comic Newtype wydawnictwa Kadokawa Shoten od 16 lipca 2024.